# Gedrozja

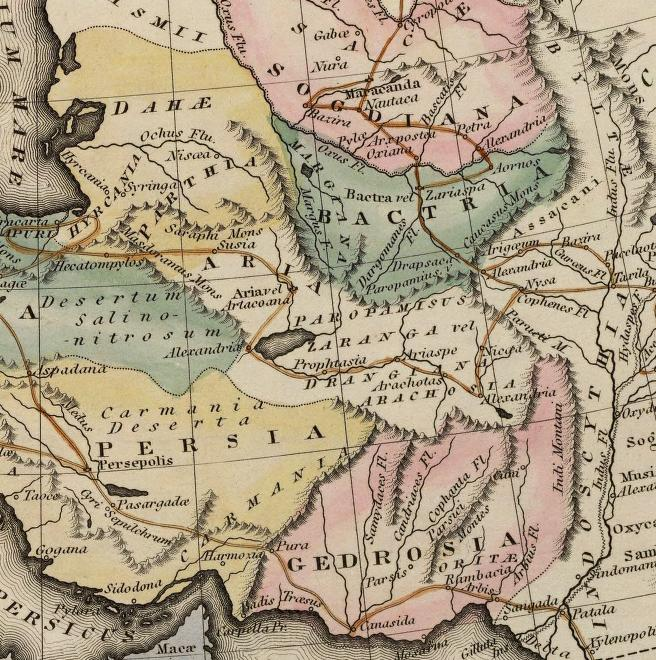
Gedrozja zaznaczona na XIX-wiecznej mapie świata starożytnego

Gedrozja (stgr. Γεδρωσία) – kraina na południowym wschodzie dawnego imperium Achemenidów.
Obejmuje tereny głównie pustynne, ubogie w wodę i roślinność. W 325 r. przed Chr. Aleksander Macedoński podjął przez to terytorium przeprawę swych wojsk, która poskutkowała wielkimi stratami. Była to wtedy najkrótsza droga z Mezopotamii do Indii.